# Gardena melinarthrum
Gardena melinarthrum är en insektsart som beskrevs av Carl August Dohrn 1860. Gardena melinarthrum ingår i släktet Gardena och familjen rovskinnbaggar. Inga underarter finns listade i Catalogue of Life.